# 2016년 KBL 드래프트
2016 프로농구 신인 지명회의(2016 KBL Draft)는 2016년 10월 18일 잠실학생체육관에서 열렸다

## 지명 방식
- 1~8순위 추첨은 지난시즌 3~10위팀을 대상으로 한다.
- 9순위로는 전주 KCC 이지스, 10순위는 고양 오리온 오리온스가 자동 배정
- 2라운드부터는 지명순서의 역순으로 지명한다.

| 지명순위 | 1      | 2  | 3        | 4    | 5  | 6  | 7    | 8   | 9   | 10     |
| -------- | ------ | -- | -------- | ---- | -- | -- | ---- | --- | --- | ------ |
| 팀       | 모비스 | SK | 전자랜드 | 삼성 | LG | KT | 동부 | KGC | KCC | 오리온 |

## 드래프트 결과
- 일반 참가 선수는 출신교를 따로 표기하지 않았음.

| 지명 순위 | 모비스             | SK              | 전자랜드        | 삼성            | LG              | kt              | 동부            | KGC             | KCC                | 오리온          |
| --------- | ------------------ | --------------- | --------------- | --------------- | --------------- | --------------- | --------------- | --------------- | ------------------ | --------------- |
| 1         | 이종현 (고려대)    | 최준용 (연세대) | 강상재 (고려대) | 천기범 (연세대) | 박인태 (연세대) | 박지훈 (중앙대) | 최성모 (고려대) | 김철욱 (경희대) | 박세진 (한양대)    | 김진유 (건국대) |
| 지명 순위 | 오리온             | KCC             | KGC             | 동부            | kt              | LG              | 삼성            | 전자랜드        | SK                 | 모비스          |
| 2         | 장문호 (건국대)    | 최승욱 (경희대) | 박재한 (중앙대) | 맹상훈 (경희대) | 정희원 (고려대) | 정인덕 (중앙대) | 성기빈 (연세대) | 이헌 (성균관대) | 김준성 (명지대 졸) | 오종균 (후지대) |
| 지명 순위 | 모비스             | SK              | 전자랜드        | 삼성            | LG              | kt              | 동부            | KGC             | KCC                | 오리온          |
| 3         | 김광철 (동국대)    | -               | 김승준 (동국대) | -               | -               | 안정훈 (상명대) | -               | -               | -                  | 이승규 (조선대) |
| 지명 순위 | 오리온             | KCC             | KGC             | 동부            | kt              | LG              | 삼성            | 전자랜드        | SK                 | 모비스          |
| 4         | 조의태 (중앙대 졸) | -               | -               | -               | -               | -               | -               | -               | -                  | 주긴완 (명지대) |

## 드래프트 화제
- 이번 드래프트는 역대 드래프트중 황금 드래프트라고 불린다.
- 고려대학교, 연세대학교, 중앙대학교, 동국대학교, 명지대학교는 100% 지명을 받았다.
- BIG3로 불린 고려대학교의 이종현, 연세대학교 최준용, 고려대학교 강상재는 각각 모비스, SK, 전자랜드에 지명되었다.
- 명지대학교의 주긴완과 중앙대의 조의태는 재수 끝에 지명을 받았다.
- 일반인 참가자 5명중 3명이 지명을 받았다.
- 38명의 참가자중 26명이 지명을 받았다.

## 같이 보기
- KBL 드래프트